# 四条大宮駅
四条大宮駅（しじょうおおみやえき）は、京都府京都市下京区四条大宮町にある京福電気鉄道嵐山本線の停留場。駅ナンバリングはA1。
嵐山本線の起点。地下駅である阪急電鉄大宮駅の駅舎が、四条大宮交差点を挟んだ対面側に設置されている。

## 歴史
停留場名は四条通と大宮通の交差地点に駅があることに由来する。かつては停留場前に京都市電の千本線・四条線・大宮線・梅津線が乗り入れ、同名の四条大宮停留場を名乗っていた。

### 年表
- 1910年（明治43年）3月25日：嵐山電車軌道の京都駅（きょうとえき）として開業する[2][3]。
- 1918年（大正7年）4月2日：会社合併により京都電燈が経営する嵐山電鉄の停留場となる[3]。
- 1925年（大正14年）11月16日：四条大宮駅に改称[3]。
- 1942年（昭和17年）3月2日：路線継承により京福電気鉄道の停留場となる[3]。
- 1986年（昭和61年）7月18日：現駅舎（日本生命四条大宮ビル）が完成[4]。
- 2007年（平成19年）3月19日：駅番号A1が付与。
  - 駅番号導入当初は当停留場と西院駅の間でA2を欠番とし、西院駅以降は番号が1ずつ繰り下げられていたが、2016年（平成28年）に番号の振り直しが行われた結果、欠番は解消されている[5]。

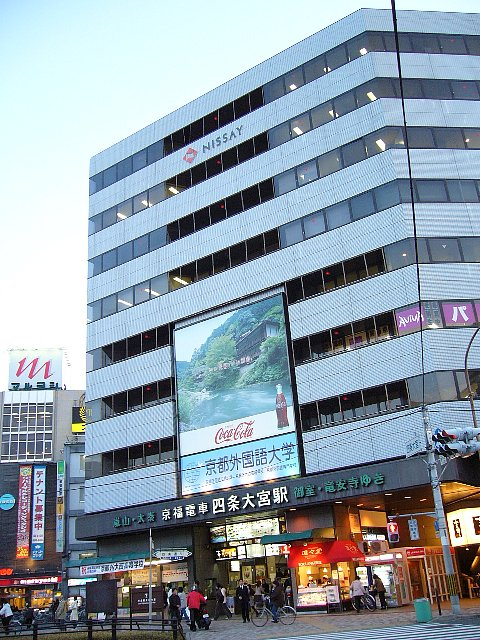
「嵐電」ロゴ使用前の駅ビル（2006年3月）

## 停留場構造

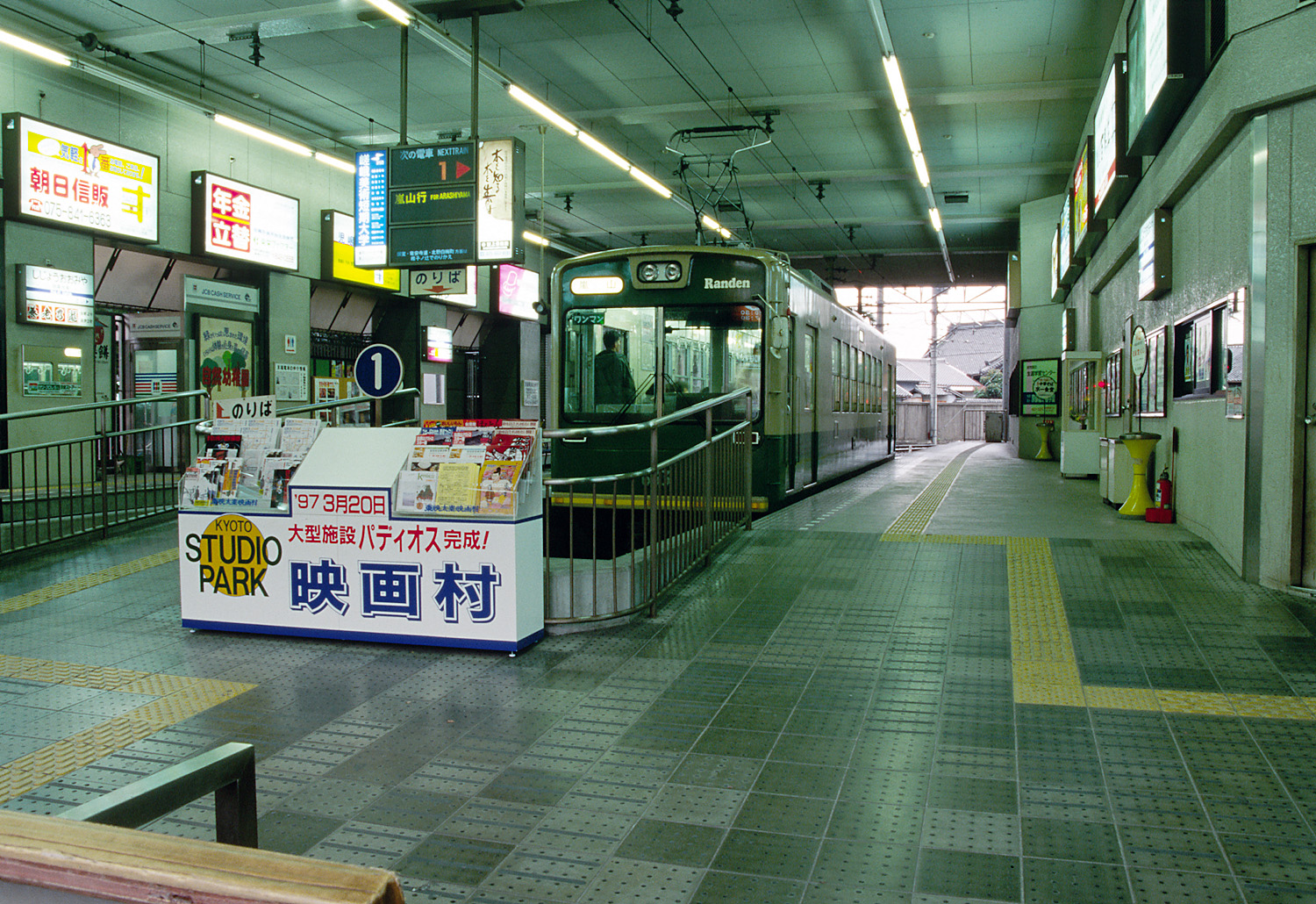
ホーム

四条大宮交差点の南西角にある地平停留場。ホームは3面2線の櫛形で、主に1番線が使用される。日本生命四条大宮ビルの地上部分南東側と一体化した構造になっている。トイレは改札内南側にあり、男女別の水洗式。終日駅員が配置されており、自動券売機も2台設置されている。ICOCAなどのICカードは簡易改札機による対応。

### のりば
| 番線 | 路線      | 行先               | 備考         |
| ---- | --------- | ------------------ | ------------ |
| 1    | ■嵐山本線 | 帷子ノ辻・嵐山方面 |              |
| 2    | ■嵐山本線 | 帷子ノ辻・嵐山方面 | 一部列車のみ |

## 停留場周辺
- 阪急京都線大宮駅 - 四条大宮交差点南西角には同駅の地上連絡口が設けられておらず、同交差点南東角もしくは北東角にある地上連絡口へ横断歩道を渡る必要がある。
- 京福電気鉄道本社

## 隣の停留場
京福電気鉄道
■嵐山本線
四条大宮駅 (A1) - 西院駅 (A2)
- 1971年（昭和46年）7月11日までは、当駅と西院駅の間に壬生駅が設置されていた。